# Воеводин, Николай Анатольевич
Николай Анатольевич Воеводин (род. 8 декабря 1973, Горький) — российский хоккеист, защитник. Тренер.

## Биография
Воспитанник СДЮШОР «Торпедо». В сезоне 1990/91 дебютировал в первенстве СССР, проведя в команде второй лиги «Кварц» Бор два матча. Следующий сезон отыграл в команде открытого чемпионата России «Торпедо-2» Нижний Новгород, сыграл один матч в МХЛ за «Торпедо». Провёл в команде следующие восемь сезонов. Три сезона отыграл в нижнекамском «Нефтехимике». Вернувшись в 2004 году в «Торпедо», провёл в высшей лиге три сезона. В конце мая 2007 года перешёл в «Амур». Через два месяца был отчислен, после чего завершил карьеру игрока.
Окончил Камский государственный институт физической культуры.
С сезона 2009/10 — главный тренер юношеской команды «Торпедо» 1996 г. р. Тренер в тольяттинской «Ладе» в финале первенства России среди юношей 1996 г. р. в 2011 году. С сезона 2012/13 — старший тренер команды ВХЛ «Саров». С 9 января 2013 года — исполняющий обязанности главного тренера, затем — главный тренер. С 12 января 2014 года — тренер «Сарова», с сезона 2014/15 — старший тренер. С сезона 2019/20 — главный тренер команды МХЛ «Чайка» НН, в сезоне 2022/23 стал победителем Кубка Харламова, был признан лучшим тренером МХЛ. 1 мая 2023 года был назначен главным тренером команды ВХЛ «СКА-Нева».